# Monumento Conmemorativo Internacional 27 de marzo de 1977

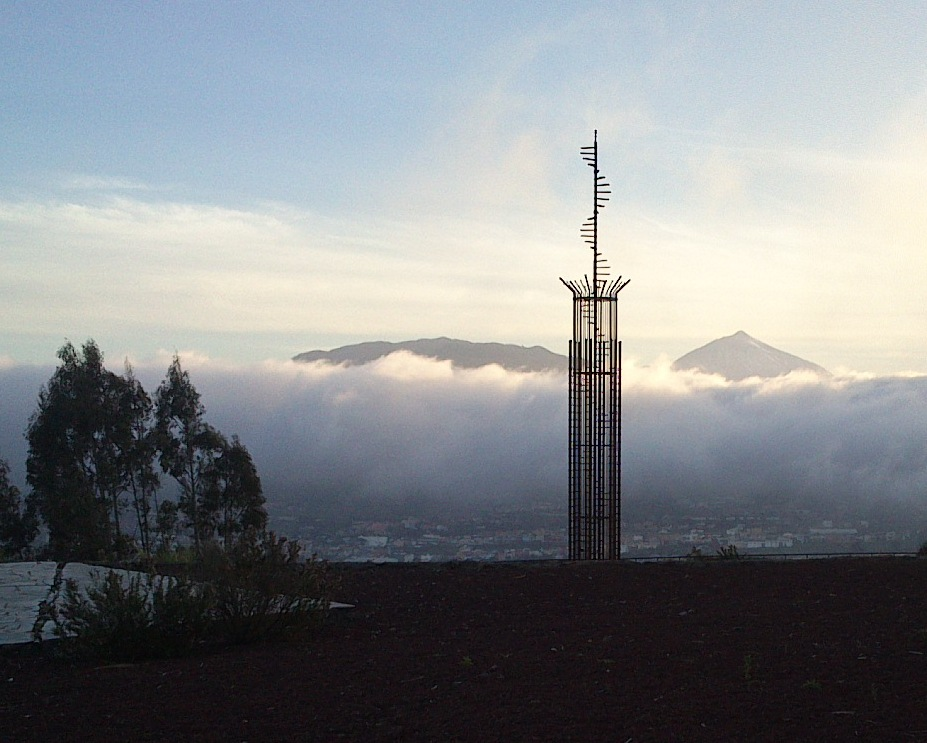
Monumento Conmemorativo Internacional con el Teide al fondo.

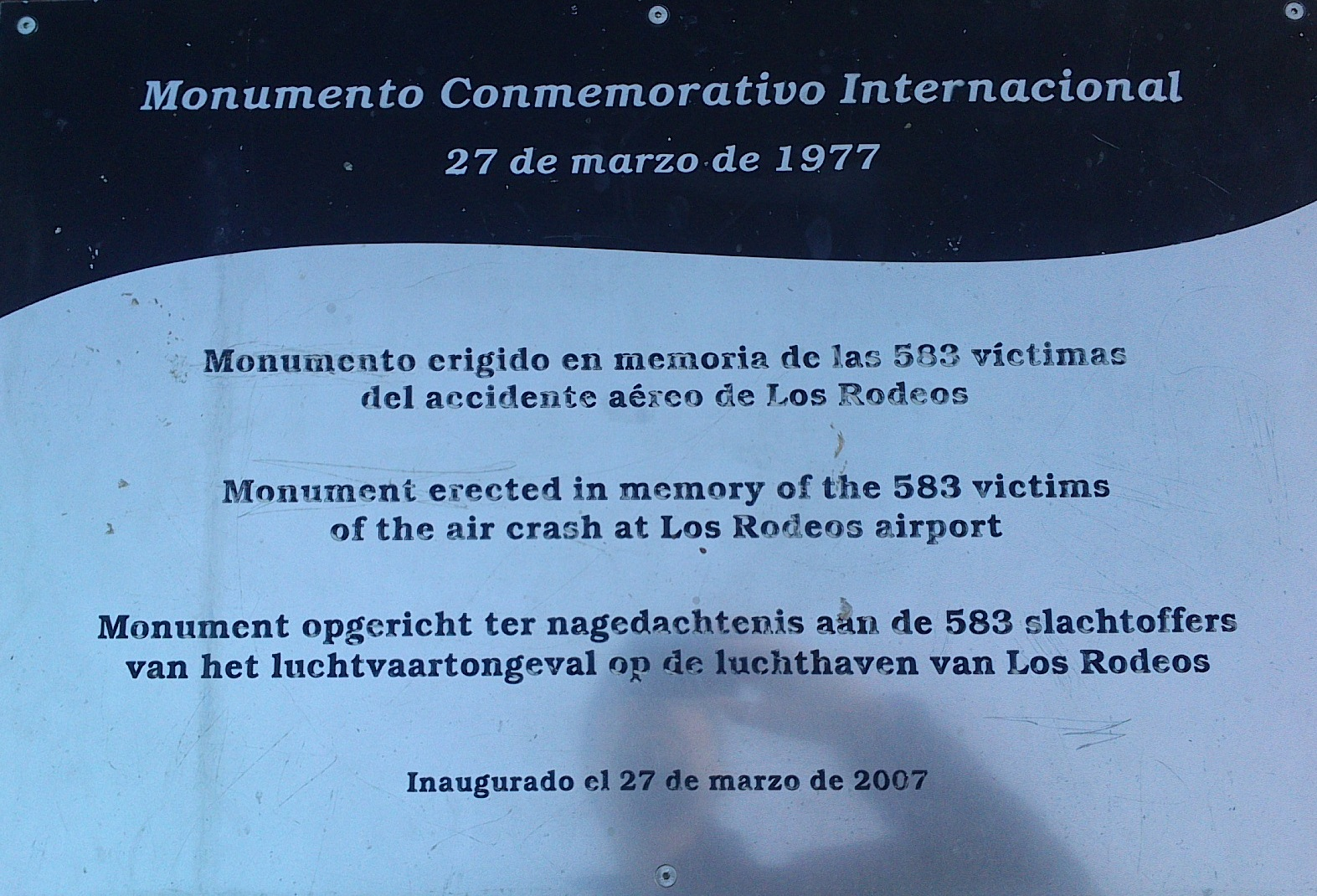
Placa conmemorativa.

El Monumento Conmemorativo Internacional 27 de marzo de 1977 fue erigido en memoria de las 583 víctimas del accidente aéreo de Los Rodeos de 1977, está ubicado en el parque Mesa Mota a las afueras de la ciudad de San Cristóbal de La Laguna en la isla de Tenerife (Islas Canarias, España).
El 27 de marzo de 2007 fue inaugurado el monumento en el monte de Mesa Mota desde el que se aprecian espectaculares vistas del aeropuerto de Los Rodeos e incluso en días despejados se aprecia la silueta del Teide. El monumento tiene forma de escalera de caracol, con unos peldaños que unen la tierra y el cielo. Se trata de una estructura de 18 metros de altura que fue diseñado por el artista holandés Rudi van de Wint. Durante su inauguración acudieron muchos familiares de los fallecidos en el trágico accidente.

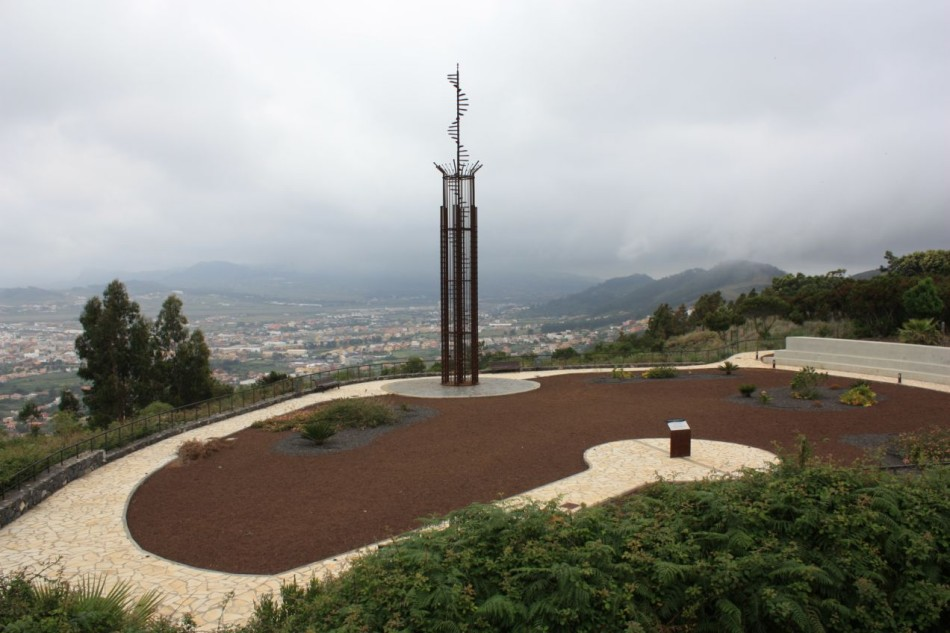
Monumento Conmemorativo Internacional 27 de marzo de 1977